# 勒瓦勒 (杜省)
勒瓦勒（法語：Le Val，法語發音：[lə val]）是法国杜省的一个市镇，属于贝桑松区。该市镇于2017年由原市镇潘维莱尔和蒙福尔合并而成。

## 地理
勒瓦勒（47°3'49"N, 5°54'8"E）面积6.61 平方千米，位于法国勃艮第-弗朗什-孔泰大區杜省，该省份为法国东部内陆省份，北起上索恩省，西接汝拉省，东部及东南部与瑞士接壤，东北部与贝尔福地区省接壤。
与勒瓦勒接壤的市镇（或旧市镇、城区）包括：古苏朗代、埃谢、利松河畔屈塞、巴尔特朗、龙绍、桑松、布雷尔、佩桑。
勒瓦勒的时区为UTC+01:00、UTC+02:00（夏令时）。

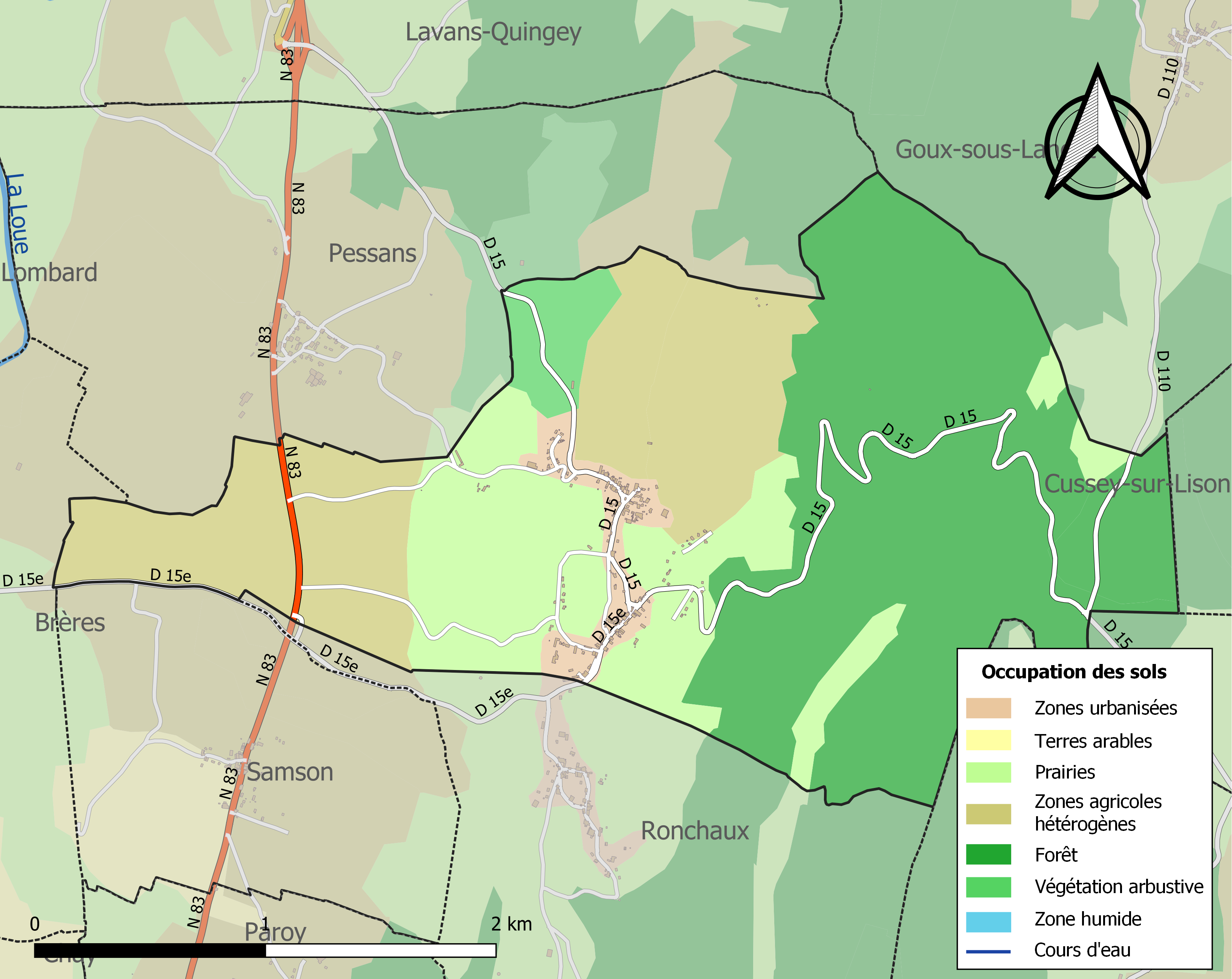
勒瓦勒的OSM定位图

## 行政
勒瓦勒的邮政编码为25440，INSEE市镇编码为25460。

## 政治
勒瓦勒所属的省级选区为圣维特县。

## 人口
勒瓦勒于2022年1月1日时的人口数量为245人。